# Colonia Santa Gertrudis
Colonia Santa Gertrudis o Santa Gertrudis es una localidad mexicana; localizada en el municipio de Pachuca, en el estado de Hidalgo, México.

## Geografía
Está localizado al oriente del territorio municipal de Pachuca de Soto. La localidad se encuentra a una altitud media de 2429 metros sobre el nivel del mar y se encuentra en las coordenadas 20° 05’ 11.449” de latitud norte y 98° 48’ 17.630” de longitud oeste. Se encuentra en la región geográfica de la Cuenca de México (Valle de Tizayuca).
En cuanto a fisiografía se encuentra en la provincia del Eje Neovolcánico, dentro de la subprovincia del Llanuras y Sierras de Querétaro e Hidalgo; su terreno es de sierra. En lo que respecta a la hidrología se encuentra posicionado en la región del Pánuco, dentro de la cuenca el río Moctezuma, y en la subcuenca del río Tezontepec.
Tiene un clima semiseco templado, su temperatura promedio anual es de 14.8 grados centígrados; su precipitación  pluvial anual es de 400 a 800 mm.

## Demografía
En 2020 registró una población de 1662 personas, lo que corresponde al 0.53 % de la población municipal. De los cuales 835 son hombres y 827 son mujeres.
| Gráfica de evolución demográfica de Colonia Santa Gertrudis entre 1940 y 2020 |
|                                                                               |
| Población registrada por los censos y conteos del INEGI.                      |